# そっちにいかないで
『そっちにいかないで』は、戸田真琴による自伝的私小説。

## 解説
文筆家・映画監督であり、2023年1月にAV女優業を引退した戸田真琴による、初の自伝的私小説。自伝ではなく、小説という形を取ったのは、事実に限らず、自分から見た景色を書きたかったことによる。
3編の時系列の間は意図的に飛ばしており、短編3本が並ぶような構成になっている。例として第一章はAV以前の話、第二章はデビュー後の話であり、主人公の大きな転換になったであろう「なぜAV女優になったのか」は記述していない。著者の戸田は、言葉で説明すると足りない気がしたと解説している。
同年7月のジュンク堂文芸部門週間ランキング1位を獲得。

## あらすじ
第一章　ゆうれいに恋
田崎ももは宗教に熱心な母と父、姉のゆきちゃんという普通の家庭に育った。はずだった。家には観音開きの仏壇があり、中に掛け軸があった。その周辺を家族は「勤行」からとって、ゴン様と呼んでいた。いつしか家族は機能不全となり、ももは自分がどうしたいかを考えなくなり、常にいい人でワガママじゃない人になることだけを考えていた。姉の白い太ももは大きな音とともに切り刻まれ赤い線が引かれていた。お姉ちゃんが痛いと私の心も痛い。いつしか私は相談相手「はるか」を心の中に作っていた。
第二章　セカンド19
ももは大学で映像技術論を学んでいた。友人に処女だったということがばれたこともあり、誰にもばれずに経験してしまいたいと、AV事務所の門を叩く。20歳をすぎた実年齢より19歳のほうが売れるからと、人生2度目の19歳を経験することになる。芸名は娼婦だったというマグダラのマリアから、マリアがいいと言ったら反対され、いくつかの候補の中から多数決で「戸田真琴」と決まった。戸田は静岡の厳格な家庭で育った文芸学科に通い、映画研究サークルに通っているという設定がつけられた。片思いの恋に破れ、狭い世界から抜け出すためにAVデビューしたというストーリーだ。プロデューサーの作った設定は見事で、自分のことを美化してしまえば、その設定に乗ることはたやすいような気がした。AV女優になったことを勇気があると称える人がいるが、わたしは勇敢だったのではない。自分自身をゴミくずのように扱う才能があっただけだった。
第三章　君はすべてが正しい
あの職業にだけはなったらだめよ、という世間の視線を浴びながら、AV女優はみんなきれいで、性格もよく、周りにも好かれていて、得た金銭で自分磨きをする。みな生々しく、傷つきながらも、拍子抜けするほどのとことん磨き上げられたファム・ファタルだ。仲間意識も強くある。私は下北沢で、あるメーカーが起こしたデータ流出の話をする。AV女優を始めて6年、このことを知ったときに初めて憤りを覚え、メーカーの移籍と1年後の引退の決意をした。さかのぼること2年前、映画をつくりませんか何度目かの誘いをもらい、大学で一人で撮った映像と同じやり方で60分の映画を撮った。引退を決意したそのタイミングで、その映画が初めてまとまった期間、映画館で上映できることになった。